# Le Cerveau du super-gang
Pour plus de détails, voir Fiche technique et Distribution.
Le Cerveau du super-gang (Car-Napping - Bestellt, geklaut, geliefert) est un film policier allemand réalisé en 1980 par Wigbert Wicker (de).

## Synopsis
Un jeune designer, floué par le directeur de sa compagnie, se recycle dans le trafic d'automobiles de luxe, volées dans l'Europe entière.

## Fiche technique
- Titre en Belgique : Le Cerveau du super-gang
- Titre original : Car-Napping - Bestellt, geklaut, geliefert
- Réalisation : Wigbert Wicker (de)
- Scénario : Hans Drawe et Wigbert Wicker sur une idée de Günter Peis
- Musique : Sam Spence
- Photographie : Gernot Roll
- Montage : Ulla Eplinius-Frank et Murray Jordan
- Production : Lothar H. Krischer et Hans Prescher
- Société de production : Terra-Filmkunst, Dieter Geissler Filmproduktion et Hessischer Rundfunk
- Pays :  Allemagne de l'Ouest
- Genre : Comédie, film de gangsters
- Durée : 89 minutes
- Dates de sortie : 
  - Allemagne de l'Ouest : 17 avril 1980

## Distribution
- Bernd Stephan : Robert Mehring / Baron von Dahlberg
- Anny Duperey : Claudia Klessing
- Ivan Desny : Consul Barnet
- Eddie Constantine : Laroux
- Adrian Hoven : Benninger
- Michel Galabru : Mario
- Adolfo Celi : Le chef de la Police à Palerme
- Guenther Tabor : Docteur Ahrens